# سومو آبوم
سومو آبوم هو مؤسس سلالة بابل الأولى و مؤسس أول حكم في مدينة بابل وألذي بناها وبنى اسوارها وجعلها عاصمة لمملكته حكم من سنة 1830-1817 ق م وهو أول من سمى بابل بهذا الاسم (بوابة الإله)، وينحدر سومو ابوم من القبائل الغربية(الأمورية) السامية التي هاجرت إلى بلاد سومر و اكد من برية الشام.